# Autogravitació

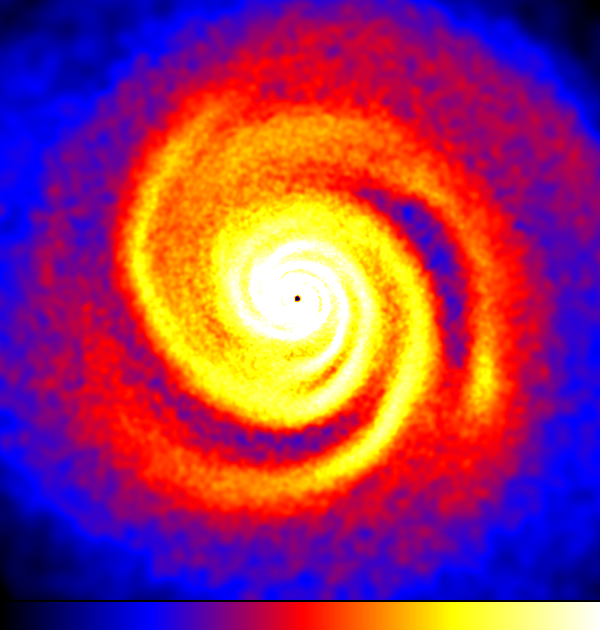
Un disc d'acreció autogravitador en estat quasi estacionari

L'autogravetat és la força gravitatòria exercida per un sistema, particularment un cos celeste o sistema de cossos, sobre si mateix. Amb una massa suficient, això permet que el sistema es mantingui unit. Els efectes de l'autogravetat tenen importància en els camps de l'astronomia, la física, la sismologia, la geologia i l'oceanografia.
La força de l'autogravetat difereix pel que fa a la mida d'un objecte i la distribució de la seva massa. Per exemple, els efectes gravitatoris únics són causats pels oceans de la Terra o els anells de Saturn. Donald Lynden-Bell, un astrofísic teòric britànic, va construir l'equació per calcular les condicions i els efectes de l'autogravitació. L'objectiu principal de l'equació és donar descripcions exactes dels models per girar cúmuls globulars aplanats. També s'utilitza per entendre com les galàxies i els seus discs d'acreció interactuen entre si. Fora de l'astronomia, l'autogravetat és rellevant per a observacions a gran escala (a l'escala dels planetes o prop de l'escala) en altres camps científics.

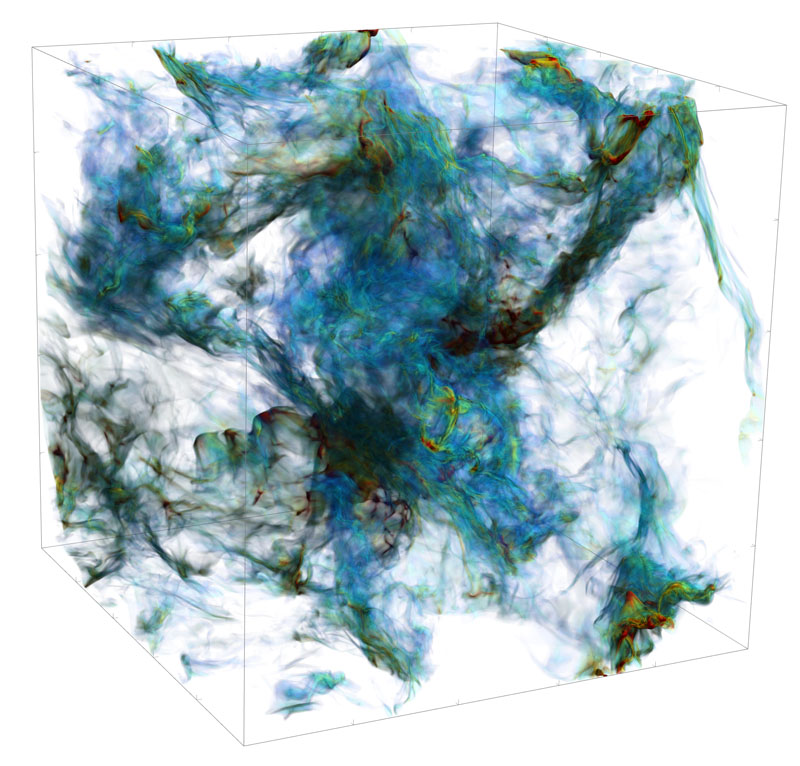
Densitat projectada a partir d'una simulació de formació estel·lar de turbulència hipersònica amb autogravetat inclosa. Els punts brillants i negres representen la posició de les estrelles recentment formades.

## Astronomia
Els astrònoms han de tenir en compte l'autogravetat perquè els cossos amb què es tracten són prou grans com per tenir efectes gravitatoris els uns sobre els altres i dintre d'ells mateixos. L'autogravetat afecta els cossos que passen entre si a l'espai, dins de l'esfera definida pel seu límit de Roche. D'aquesta manera, es poden trencar cossos relativament petits, encara que normalment els efectes de l'autogravitació mantenen el cos més petit intacte perquè el cos més petit s'allarga. Això s'ha observat a Saturn perquè els anells són una funció de l'autogravetat entre partícules. A més, en la majoria de circumstàncies astronòmiques el trànsit per un límit de Roche és temporal, de manera que la força de l'autogravitació pot restaurar la composició del cos després del fet.  L'autogravetat també és necessària per entendre els discs d'objectes quasi estel·lars, la formació del disc d'acreció i l'estabilització d'aquests discos al voltant d'objectes quasi estel·lars. Les forces autogravitatòries també són significatives en la formació de planetesimals i indirectament en la formació de planetes, la qual cosa és fonamental per entendre com es formen i es desenvolupen els planetes i els sistemes planetaris al llarg del temps. L'autogravetat s'aplica a una sèrie d'escales, des de la formació d'anells al voltant de planetes individuals fins a la formació de sistemes planetaris.

## Sismologia
L'autogravetat té implicacions en el camp de la sismologia perquè la Terra és prou gran com per poder tenir ones elàstiques que poden canviar la gravetat dins de la Terra a mesura que les ones interaccionen amb estructures subsuperficials a gran escala. Alguns models depenen de l'ús del mètode d'elements espectrals,  que tenen en compte els efectes de l'autogravitació perquè pot tenir una gran influència en els resultats per a determinades configuracions receptor-font i crea complicacions en l'equació d'ona, especialment per a ones de llarg període. Aquest tipus de precisió és fonamental per desenvolupar models d'escorça 3D precisos en un cos esfèric (Terra) en el camp de la sismologia, cosa que permet extreure interpretacions més precises i de major qualitat de les dades. La influència de l'autogravetat, i la gravetat, altera la importància de les ones primàries (P) i secundàries (S) en sismologia perquè quan es té en compte la gravetat, els efectes de l'ona S es tornen menys significatius del que ho farien sense.

## Oceanografia
L'autogravetat influeix en la comprensió del nivell del mar i els casquets glacials per als oceanògrafs i geòlegs, cosa que és especialment important per anticipar els efectes del canvi climàtic. La deformació de la Terra per les forces sobre els oceans es pot calcular si la Terra es tracta com a fluid i es tenen en compte els efectes de l'autogravetat. Això també s'utilitza per tenir en compte la influència de la càrrega de la marea oceànica quan s'observa la resposta de deformació de la Terra a la càrrega de la superfície harmònica. Els resultats del càlcul dels nivells del mar postglacials a prop dels casquets glacials són significativament diferents quan s'utilitza un model de Terra plana que no té en compte l'autogravetat, a diferència d'una Terra esfèrica on es té en compte l'autogravetat a causa de la sensibilitat de les dades en aquestes regions, que mostra com els resultats poden canviar dràsticament quan s'ignora l'autogravetat. També s'han fet investigacions per entendre millor les equacions de marea de Laplace per intentar entendre com la deformació de la Terra i l'autogravetat dins de l'oceà afecten el constituent de la marea M2 (les marees dictades per la Lluna).